# Hypena minor
Hypena minor är en fjärilsart som beskrevs av George Francis Hampson 1891. Hypena minor ingår i släktet Hypena och familjen nattflyn. Inga underarter finns listade i Catalogue of Life.